# Route
route（ルート）は、Unix系オペレーティングシステムとMicrosoft WindowsにおけるIPルーティングテーブルを参照・制御するためのコマンドである。
手動で操作したルーティングテーブルは静的ルーティングである。
2.2.xのLinuxカーネルを使用したLinuxディストリビューションでは、コンピュータをネットワークに接続し、コンピュータネットワーク間のルーティングを定義するのにifconfigとrouteコマンドが共に使用されていた。それ以降のカーネルを使用したディストリビューションでは、ifconfigとrouteを使用せずに、iproute2コマンドを使用する。